# Кожай-Семёновка
Кожай-Семёновка (баш. Кожай-Семёновка) — село в Миякинском районе Республики Башкортостан Российской Федерации. Административный центр Кожай-Семёновского сельсовета.

## География

### Географическое положение
Расстояние до:
- районного центра (Киргиз-Мияки): 21 км,
- ближайшей ж/д станции (Аксёново): 29 км.

## История
Основано в 1760 г. чувашами-новокрещенцами (26 чел. мужского пола), прибывшими из селений Андреевской, Илчиковской волостей Свияжского уезда (Богородское, Шуткереево, Шемелахово, Янзибулово, Вознесенское, Байгулово, Карачево) и Рунгинской волости Цивильского уезда (Байбахтино).

## Население
| 2002 | 2009 | 2010 |
| ---- | ---- | ---- |
| 694  | ↘651 | ↘590 |

## Религия
В селе есть православная церковь.